# Солдатенков Олександр Євгенович
Олександр Євгенович Солдатенков (рос. Александр Евгеньевич Солдатенков, нар. 28 грудня 1996, Москва, Росія) — російський футболіст, центральний захисник клубу «Крила Рад» та національної збірної Росії.

## Ігрова кар'єра

### Клубна
Олесандр Солдаиенков народився у Москві і є вихованцем столичного клубу «Чертаново». Був капітаном молодіжної команди у складі якої став переможцем першості країни 2012 року.
На дорослому рівні Солдаиенков дебютував у сезоні 2014/15 років у турнірі Другої ліги. У сезоні 2017/18 «Чертаново» виграв Другу лігу і у наступному році Солдатенков разом з клубом вже виступав у турнірі Першої ліги. У 2019 році футболіст встановив рекорд за кількістю матчів у складі команди. На кінець сезону 2019/20 футболіст мав у своєму активі 163 матчі і 4 забитих голи.
Влітку 2020 року захисник підписав контракт з клубом «Крила Рад». З яким вже у 2021 році виграв турні ФНЛ та дістався до фіналу національного кубка. Вже в тому році отримав статус капітана команди.

### Збірна
17 листопада 2022 року у товариському матчі проти команди Таджикистану Олександр Солдатенков дебютував у складі національної збірної Росії.

### Досягнення
Крила Рад
- Переможець ФНЛ: 2020/21
- Фіналіст Кубка Росії: 2020/21